# A (etiqueta HTML)
A é uma etiqueta HTML que representa uma hiperligação.

## Tipos de hiperligação
Podemos diferenciar as hiperligações de duas maneiras:
- Hiperligação relativa;
- Hiperligação absoluta.